# Soneto 18
| «» Soneto 18 |
| --- |
| Shall I compare thee to a summer's day? Thou art more lovely and more temperate; Rough winds do shake the darling buds of May, And summer's lease hath all too short a date; Sometime too hot the eye of heaven shines, And often is his gold complexion dimm'd; And every fair from fair sometime declines, By chance or nature's changing course untrimm'd; But thy eternal summer shall not fade, Nor lose possession of that fair thou ow'st; Nor shall Death brag thou wander'st in his shade, When in eternal lines to time thou grow'st: So long as men can breathe or eyes can see, So long lives this, and this gives life to thee. |
| –William Shakespeare |

O Soneto 18 está entre os mais famosos e conhecidos dos 154 sonetos de William Shakespeare. No soneto, o eu-lírico compara o seu amor com um tempo de verão, e argumenta que o seu amor é melhor que o verão. Ele também afirma que o seu amante viverá para sempre através das palavras do poema. Os estudiosos descobriram paralelos entre esse soneto e os poemas Tristia e Amores de Ovídio. Várias exegeses revelaram vários duplos sentidos dentro do poema, dando-lhe uma maior profundidade de interpretação.

## Traduções

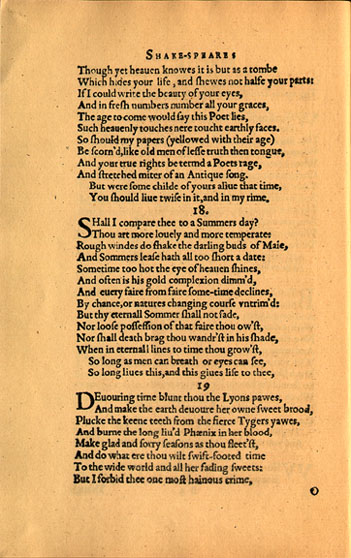
Fac-símile da impressão original do Soneto 18.

Na tradução de Arnaldo Poesia, houve o cuidado e a preservação de manter o destinatário como uma pessoa do sexo masculino:
Se te comparo a um dia de verão
És por certo mais belo e mais ameno
O vento espalha as folhas pelo chão
E o tempo do verão é bem pequeno
Às vezes brilha o Sol em demasia
Outras vezes obscurece com frieza;
O que é belo declina num só dia,
Na eterna mutação da natureza.
Mas em ti o verão será eterno,
E a beleza que tens não perderás;
Nem chegarás exausta ao triste inverno:
Nestas linhas com o tempo crescerás.
E enquanto nesta terra houver um ser,
Meus versos ardentes te farão viver.
Na tradução de Thereza Christina Roque da Motta, a tradutora preferiu que o destinatário fosse uma mulher:
Como hei de comparar-te a um dia de verão?
És muito mais amável e mais amena:
Os ventos sopram os doces botões de maio,
E o verão finda antes que possamos começá-lo:
Por vezes, o sol lança seus cálidos raios,
Ou esconde o rosto dourado sob a névoa;
E tudo que é belo um dia acaba,
Seja pelo acaso ou por sua natureza;
Mas teu eterno verão jamais se extingue,
Nem perde o frescor que só tu possuis;
Nem a Morte virá arrastar-te sob a sombra,
Quando os versos te elevarem à eternidade:
Enquanto a humanidade puder respirar e ver,
Viverá meu canto, e ele te fará viver.

## Contexto
O poema é parte da sequência "Fair Youth" (a qual inclui os sonetos 1 a 126 ordenados como na primeira edição de 1609). É também o primeiro do ciclo depois da introdução da sequência agora conhecida como Procreation sonnets, apesar de alguns estudantes o verem como parte da "Procreation sonnets", pois ainda aborda a ideia de alcançar a vida eterna pela palavra escrita, que é o tema dos sonetos 15 a 17. Desta maneira pode ser visto como parte da transição do tempo do tema do soneto 20.Existem algumas teorias sobre a enigmática identidade, à qual o Quarteto de 1609 foi dedicado,que é o Mr. W.H. Alguns estudantes afirmam que este poema pode expressar uma esperança que a Procreation sonetts desmonstra: a esperança da procriação metafórica numa relação homossexual. Outros estudantes referem que a ordem na qual os sonetos se encontram, pode ter sido uma decisão dos publicadores e não do próprio Shakespeare. Assim introduz-se a possibilidade de que o Soneto 18 foi originalmente dedicado a uma mulher.

## Estrutura
| Stress   | x    | /   | x    | /     | x  | /   | x    | /     | x   | /    |
| Syllable | Thou | art | more | love- | ly | and | more | temp- | pe- | rate |

Tradução
Sonnet 18 é uma soneto de Shakespeare ou Inglês típicos.  É composto de três quartetos seguidos por um dístico e tem o esquema rima característica: abab cdcd efef gg.  O poema leva o significado de um Sonnet italiano ou Petrarchan.  sonetos Petrarchan normalmente a amor e da beleza Exame de um ente querido, uma amor inatingível Frequentemente, mas não sempre. [6]  Também contém uma volta, ou mudança no assunto do poema, começando com a terceira quadra. [7]

## Exegeses
"Cor da pele" na linha seis pode ter dois significados: 1) A aparência externa do rosto em comparação com o sol ("o olho do céu") na linha anterior, ou 2) o sentido mais antigo da palavra em relação a  Os quatro humores.  No tempo de Shakespeare, "tez" carregava significados externos e internos, assim como a palavra "temperado" (externamente, uma condição climática; internamente, um equilíbrio de humores).  O segundo significado de "cor da pele" comunicaria que a disposição interior, alegre e temperada do amado às vezes é apagada como o sol em um dia nublado.  O primeiro significado é mais óbvio, o que significa uma mudança negativa em sua aparência externa. [9]
A palavra "sem guarnição" na linha oito pode ser tomada de duas maneiras: primeiro, no sentido de perda de decoração e babados, e segundo, no sentido de velas não guarnecidas em um navio.  Na primeira interpretação, o poema diz que coisas bonitas naturalmente perdem sua fantasia com o tempo.  No segundo, lê-se que a natureza é um navio com velas não ajustadas às mudanças do vento, a fim de corrigir o rumo.  Isso, em combinação com as palavras "curso de mudança da natureza", cria um oxímoro: a mudança imutável da natureza, ou o fato de que a única coisa que não muda é a mudança.  Essa linha do poema cria uma mudança da mutabilidade das oito primeiras linhas para a eternidade das últimas seis.  Tanto a mudança quanto a eternidade são então reconhecidas e desafiadas pela linha final. [6]
"Ow'st" na linha dez também pode ter dois significados igualmente comuns na época: "ownest" e "owest".  Muitos leitores a interpretam como "proprietária", assim como muitos glosses de Shakespeare ("devo" nos dias de Shakespeare, às vezes era usado como sinônimo de "própria").  No entanto, "owest" oferece uma visão interessante sobre o texto.  Ele transmite a ideia de que a beleza é algo emprestado da natureza - que deve ser recompensado à medida que o tempo avança.  Nesta interpretação, "justo" pode ser um trocadilho com "tarifa", ou a tarifa exigida pela natureza para a jornada da vida. [10]  Outros estudiosos apontaram que esse tema de empréstimos e empréstimos no poema é verdadeiro tanto para a natureza quanto para a humanidade.  Diz-se que o verão, por exemplo, tem um "contrato" com "uma data muito curta".  Esse tema monetário é comum em muitos dos sonetos de Shakespeare, pois era um tema cotidiano em sua sociedade capitalista em expansão. [11]